# Lee Miller
Elizabeth Lee Miller (Poughkeepsie, estado de Nueva York, 23 de abril de 1907 - 21 de julio de 1977) fue una fotógrafa estadounidense y fotoperiodista. En los años 1920 fue una exitosa modelo en la ciudad de Nueva York, hasta que fue a París y se convirtió en fotógrafa artística. Durante la Segunda Guerra Mundial trabajó intensamente como fotoperiodista.

## Biografía
Nació el 23 de abril de 1907 en Poughkeepsie en el estado de Nueva York. Sus padres fueron Theodor y Florence Miller. Su padre, de ascendencia alemana, era aficionado a la fotografía y de él aprendió Lee las primeras nociones fotográficas. Además, con frecuencia posaba como modelo para él. Entre esas fotografías se encuentran bastantes desnudos realizados con la técnica estereoscópica. 
Cuando tenía siete años, mientras se hospedaba con un amigo de la familia en Brooklyn, fue violada e infectada con gonorrea. Durante su infancia, Miller experimentó problemas en su educación formal, siendo expulsada de casi todas las escuelas a las que asistió mientras vivía en el área de Poughkeepsie. 
En 1925, a los 18 años, Miller se mudó a París, donde estudió iluminación, vestuario y diseño en la Escuela de Escenografía de Ladislas Medgyes. Regresó a Nueva York en 1926 y se unió a un programa de teatro experimental en Vassar College, impartido por Hallie Flanagan, una pionera del "teatro experimental". Poco después, Miller dejó su hogar a los 19 años para inscribirse en la Liga de Estudiantes de Arte de Nueva York en Manhattan, donde estudió dibujo y pintura.
Con 19 años conoció a Condé Nast, fundador de la revista Vogue, con quien inició su carrera como modelo. En marzo de 1927 apareció en la portada de la revista con una ilustración de Georges Lepape. Durante dos años fue una de las modelos más solicitadas en Nueva York, siendo fotografiada por Edward Steichen, Arnold Genthe y Nickolas Murray. En 1929, la marca de productos de higiene Kotex utilizó una imagen de Miller para promocionar su línea de toallas sanitarias. Steichen había tomado la fotografía un año antes y la vendió a la empresa, que produjo el primer anuncio de un suministro de higiene menstrual con la imagen de una persona identificable. La exposición pública de estos productos era motivo de controversia en esa época y la publicidad generó un escándalo en ese país. A pesar de que legalmente Miller había cedido los derechos sobre la imagen, no estuvo de acuerdo con el fin que tuvo. Este incidente en parte contribuyó con el fin de su carrera en el modelaje, y motivó su viaje a Europa para perseguir una profesión artística.
En 1929 se trasladó a París con la intención de convertirse en aprendiz de Man Ray, que en un principio se negó a admitirla como alumna aunque finalmente se convirtió en su asistente fotográfica, amante y musa. Abrió su propio estudio fotográfico encargándose a veces de hacer fotografías de moda encargadas a Man Ray para que él pudiese concentrarse en su pintura, por ello muchas de las fotografías tomadas durante este período y atribuidas a Man Ray fueron realmente tomadas por Lee. En estos años fue una participante activa en el movimiento surrealista con sus imágenes ingeniosas y humorísticas, en bastantes casos empleando la técnica de la solarización. En su círculo de amigos estuvieron Pablo Picasso, Paul Eluard y Jean Cocteau, incluso apareció en la película de este último La sangre de un poeta (1930) interpretando una estatua que cobra vida.
Tras terminar su relación con Man Ray regresó a Nueva York en 1932 estableciendo un estudio fotográfico con la colaboración de su hermano Erik que trabajaba como su ayudante de cuarto oscuro. Ese mismo año participó en la exposición de fotografía moderna europea realizada en la Galería Julien Levy de Nueva York y en 1933 realizó una exposición en solitario en la misma galería. Entre los clientes de su estudio estuvieron Joseph Cornell, Lilian Harvey, o Gertrude Lawrence.
En 1934 se casó con el empresario e ingeniero egipcio Aziz Eloui Bey, que había viajado a Nueva York para comprar equipos para la Compañía Nacional de Ferrocarril de Egipto y con él se trasladó a vivir a El Cairo donde no trabajó de modo profesional aunque si realizó fotografías surrealistas de paisajes como Portrait of Space. En 1937, aburrida de su vida cairota, regresó a París donde conoció a su futuro marido, el crítico y coleccionista de arte Roland Penrose. 
Cuatro de sus fotografías se exhibieron en la exposición de 1940 Surrealismo hoy en la Galería Zwemmer de Londres. Más trabajo suyo se expuso en el Museo de Arte Moderno (MOMA) de Nueva York en la exposición de 1941 Gran Bretaña en guerra. Al estallar la guerra Miller vivía en Hampstead con Penrose y, sin hacer caso a las súplicas de familiares y amigos por que regresara a Estados Unidos, entre 1939 y 1945 formó parte del London War Correspondents Corp y en su ejercicio como fotoperiodista fue corresponsal de Vogue durante el Blitz y recorrió Francia fotografiando entre otros los efectos del napalm en el asedio de Saint Malo, la liberación de París, la batalla de Alsacia y el horror en los campos de concentración de Buchenwald y Dachau. Asociada a menudo con el fotógrafo estadounidense David E. Sherman, corresponsal de la revista Life, una de las imágenes más icónicas del dúo fue la de Miller fotografiada por Sherman en la bañera del apartamento de Adolf Hitler en Múnich, con sus botas delante manchadas con la tierra de Dachau ensuciando deliberadamente la alfombrilla. Fue tomada el 30 de abril de 1945, curiosamente el mismo día que Hitler se suicidaba en Berlín. Miller admitiría más tarde que después se bañó en la bañera y durmió en la cama de Hitler y Eva Braun.
En los primeros días de posguerra, fotografió niños moribundos en Viena, la vida campesina en Hungría, los cadáveres de oficiales nazis y sus familias y, finalmente, la ejecución del primer ministro Laszlo Bardossy. Tras regresar al Reino Unido, trabajó aun dos años más para Vogue, cubriendo moda y celebridades. Empezó a notar los efectos del estrés postraumático en forma de episodios depresivos y en 1947 se divorció de Aziz Eloui Bey y se casó con Roland Penrose del que se encontraba embarazada. Al nacer su primer y único hijo, Anthony Penrose, su actividad fotográfica fue casi abandonada, siendo conocida en esta época como Lady Penrose. En 1949 se trasladó a vivir a Farley Farm House en Sussex (Inglaterra) con su esposo e hijo, donde residió hasta su muerte causada por un cáncer en 1977.
Algunas de sus fotografías fueron seleccionadas en la exposición The Family of Man realizada en el Museo de Arte Moderno de Nueva York en 1955. En 1976 fue invitada de honor en los Encuentros internacionales de fotografía de Arlés y en 1989 se realizó una gran retrospectiva de su obra que recorrió buena parte de Estados Unidos. En 2012 se incluyeron varias de sus obras en 13.ª edición de la documenta en Kassel.
En 2023 se rodó una película titulada con el nombre de la fotógrafa (el original llamado Lee, en España se dobló como Lee Miller), dirigida por Ellen Kuras y protagonizado por Kate Winslet, Andy Samberg y Alexander Skarsgård. En España se estrenó el 7 de marzo de 2025.